# Handicap (go)
Pour les articles homonymes, voir Handicap (homonymie).
Le go possède un système de handicap permettant de rééquilibrer les chances de victoire entre les joueurs de niveaux différents sans trop dénaturer le jeu. 
Le handicap consiste à laisser au joueur le plus faible des coups d'avance grâce à des « pierres de handicap », dont le placement peut être libre ou imposé. Il est également possible de lui offrir des « points de compensation » en baissant le komi, voire le rendre négatif.

## Pierres de handicap
Chez les joueurs amateurs, la différence de rang donne en général approximativement la valeur du handicap nécessaire pour que la partie soit intéressante et les chances de victoires égales pour les deux. Ainsi, un 3e kyu jouera avec les noirs et 5 pierres de handicap contre un 3e dan (il n'y a pas de niveau 0).  
En termes de territoire final, on considère qu'une pierre jouée en début de partie vaut entre 13 et 16 points, mais cette valeur dépend du niveau des joueurs (plus un joueur est expérimenté, plus il sait faire travailler ses pierres) et du nombre de pierres de handicap (les pierres travaillant d'elles-mêmes ensemble lorsqu'elles sont nombreuses) ; on peut cependant considérer qu'un handicap de trois pierres vaut entre 30 et 40 points, ce qui est parfois utilisé comme handicap, sous le nom de komi inverse. 
Contrairement aux parties sans handicap, où Noir joue en premier, Blanc est le premier à jouer après que les pierres de handicap ont été placées. 
En principe, le nombre de pierres de handicap peut être aussi élevé qu'on le veut, et certains anciens manuels japonais donnent la disposition des 25 premières pierres, mais en pratique, on ne dépasse jamais un handicap de 9 pierres ; si l'écart de niveau est vraiment trop grand, on recommande plutôt, à des fins pédagogiques, de jouer sur un goban plus petit.
L'avantage de commencer est équivalent à une demi-pierre de handicap (puisque l'adversaire a ensuite l'initiative) ; le handicap réel correspondant à trois pierres n'est donc que de deux pierres et demi, puisque Blanc commence après que Noir a posé les trois pierres ; un ajustement plus fin est parfois proposé sous forme d'un komi inversé (par exemple, dans ce cas, 3 pierres et 7,5 points pour Noir).
La détermination du handicap correct pour des joueurs non classés officiellement est plus délicate ; parmi les méthodes employées, on voit souvent des joueurs jouer des séries de parties rapides, en modifiant le handicap après chaque partie en fonction du résultat. Historiquement, à l'époque d'Edo, c'est ainsi que certaines rencontres entre joueurs professionnels se déroulaient : dans une série de dix parties (jubango), par exemple, on augmentait le handicap après trois défaites consécutives du Noir.

### Cas des petits gobans
Les petits gobans sont souvent utilisés pour les joueurs débutants, ou pour des parties rapides. Ces parties ayant moins de coups, les chances qu'a Blanc de rattraper le handicap sont moins nombreuses, c'est pourquoi on utilise dans ce cas (sur les gobans 13×13 et 9×9) des handicaps plus petits.
La correspondance avec les handicaps sur le goban standard 19×19 est difficile à estimer ; toutefois, des tables de handicap ont été établies pour les compétitions de jeu sur terrain réduit, organisées par exemple dans le cadre du Championnat européen de go, avec des résultats acceptés par les joueurs ; une pierre de handicap est estimée, dans le cadre de ces tournois, valoir environ 5 niveaux sur 13×13 et 10 niveaux sur 9×9 ; les niveaux intermédiaires utilisent des komis (variant par exemple de 2 points en 2 points dans le cas 13×13). Cependant, les tournois organisés par l'American Go Association utilisent des écarts nettement plus petits, de deux à trois niveaux par pierre sur 13×13, et de six niveaux sur 9×9 ; en l'absence d'une théorie rigoureuse, une harmonisation de ces estimations semble impossible.

### Placement des pierres

#### Placement imposé

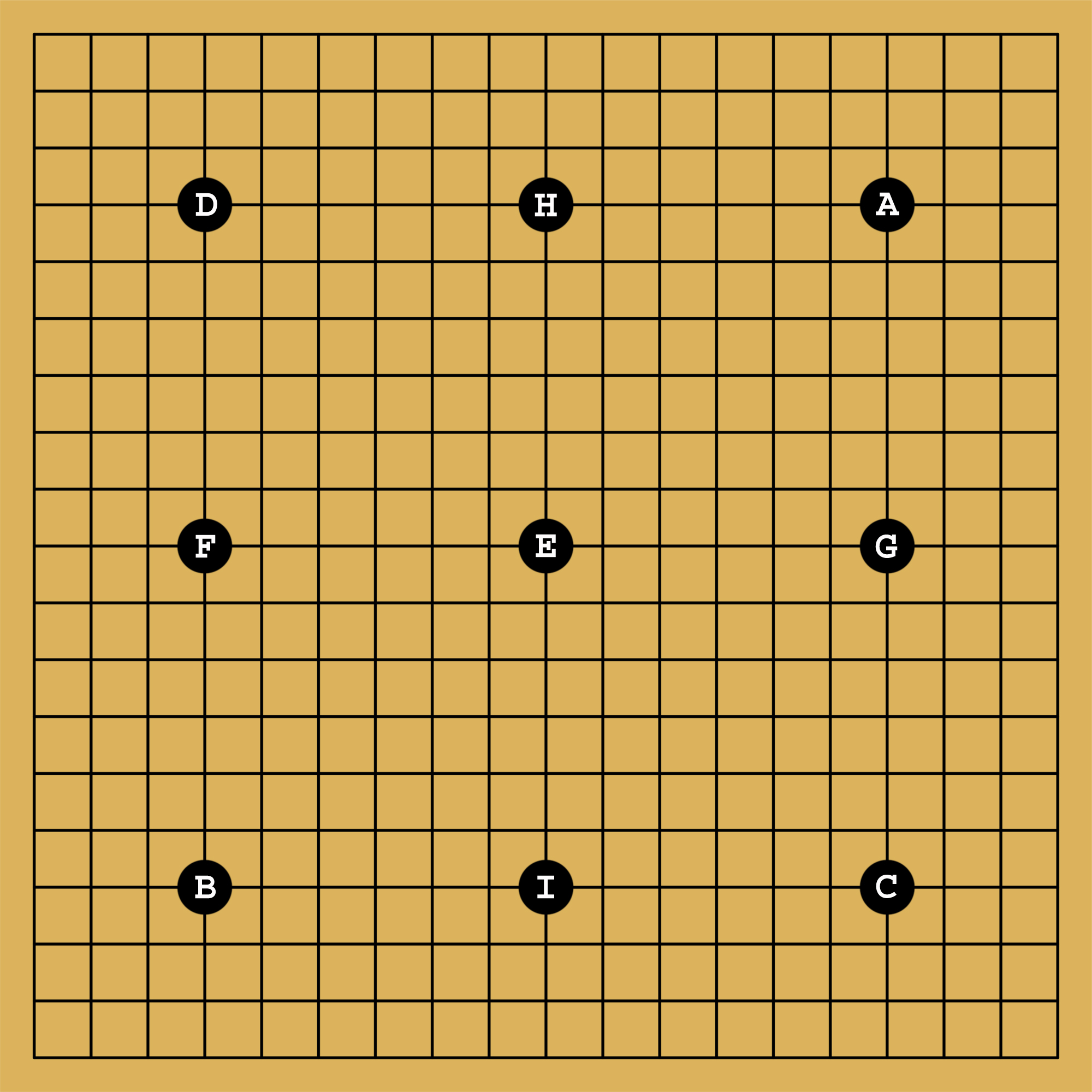
Placement traditionnel des pierres de handicap sur les Hoshis.

Il y a neuf points marqués (les étoiles, ou hoshi) sur les gobans 19×19 : dans chaque coin sur le point (4,4), au milieu de chaque côté sur la quatrième ligne, en (4,10), et au centre du goban en (10,10). Les handicaps traditionnels sont toujours placés sur ces points, de la manière suivante :
| Pierres | Placement | Positions         |
| ------- | --- | ----------------- |
| 1       | Noir joue librement son premier coup, mais ne donne pas de komi                                                             | --                |
| 2       | Noir joue les hoshis de coin en haut à droite et en bas à gauche                                                            | A,B               |
| 3       | Noir ajoute une pierre dans le coin en bas à droite (en règle chinoise classique, la troisième pierre est placée au centre) | A,B,C (or E)      |
| 4       | Noir prend les quatre hoshis de coin                                                                                        | A,B,C,D           |
| 5       | Noir ajoute la pierre du centre                                                                                             | A,B,C,D,E         |
| 6       | Noir occupe les six hoshis des bords de droite et de gauche                                                                 | A,B,C,D,F,G       |
| 7       | Noir ajoute la pierre du centre                                                                                             | A,B,C,D,E,F,G     |
| 8       | Noir occupe tous les hoshis sauf le centre                                                                                  | A,B,C,D,F,G,H,I   |
| 9       | Noir occupe tous les hoshis                                                                                                 | A,B,C,D,E,F,G,H,I |

Les pierres de handicap de coin étant toujours placées sur les étoiles (les points (4,4)), Noir n'acquiert pas d'expérience sur les josekis plus complexes commençant sur le point (3,4) (ou sur les autres ouvertures possibles dans les coins en (3,3), (5,4), (5,3)…), sauf aux petits handicaps de deux et trois pierres. Bien que cela puisse être considéré comme un inconvénient (ce qui a donné naissance au système du placement libre des handicaps), de nombreux pédagogues estiment que cela permet un apprentissage plus agréable de la théorie des ouvertures, et que de toute façon, l'importance du point 4-4 dans le jeu moderne fait que les connaissances ainsi acquises ne sont pas perdues.

#### Placement libre
Plus récemment, le placement libre des pierres de handicap a été proposé par certains enseignants, et adopté par certains systèmes de règles (ce qui demande dans certains cas un ajustement du score final). La liste suivante (non exhaustive) de pays et de serveurs précise les choix faits :
| Placement imposé | Japon, Corée Serveur IGS (en) | Placement libre | Chine, règles Ing, Nouvelle-Zélande | Placement imposé par défaut, mais placement libre possible | États-Unis (AGA), Europe (EGF) Serveur KGS |

### Avantages et inconvénients des deux méthodes
On conseille en général de réserver le placement libre à des joueurs (Noirs) déjà expérimentés. En effet :
- Pour le joueur ayant les noirs :
  - Les pierres fixées amènent des parties relativement similaires, facilitant une pédagogie uniforme et des progrès plus rapides, puisque les coups et les séquences à retenir sont moins nombreux[7]. Mais ces séquences ne sont pas forcément celles qui conviennent à certains joueurs, lesquels se sentiront par exemple plus à l'aise avec les séquences plus simples se développant à partir du point 3-3, ou qui préfèreront au contraire développer un jeu personnel à partir des ouvertures méconnues du point 6-4.
  - Les pierres de handicap sur la quatrième ligne mettent l'accent sur l'influence plutôt que sur le territoire et obligent ainsi ces joueurs à développer un style plus agressif, et à perdre la mauvaise habitude de croire que les zones potentielles (les moyos) construits en début de partie sont déjà des territoires, ce qui les amènent à prendre les invasions de ces zones pour du jeu « abusif »[7]. Mais certains joueurs développent au contraire un style solide, construisant très tôt des territoires et laissant à l'adversaire de vastes zones d'influence qu'ils comptent réduire ultérieurement (le style le plus extrême de ce type est connu sous le nom de amashi, et était fréquemment utilisé par les joueurs ayant les Blancs, du temps où le komi n'existait pas).
- Pour le joueur ayant les Blancs :
  - Le placement libre amène à des parties plus variées, obligeant à plus de créativité, et augmentant le plaisir de jouer avec des joueurs faibles. Mais la dimension pédagogique des parties à handicap est diminuée, et même le joueur le plus fort perd le bénéfice de devoir répéter et expliquer ses connaissances, ce qui permet de les fixer.

De plus, selon l'avis de nombreux joueurs professionnels (par exemple Fan Hui), la disposition traditionnelle est la plus efficace, du moins pour les handicaps allant de trois à sept pierres.

## Points de compensation
Pour une différence de force d'un niveau, le handicap correspondant est simplement de donner au joueur le plus fort les Blancs, mais sans les points de compensation usuels (le komi). Comme expliqué précédemment, cet avantage (estimé à 7,5 points actuellement) n'est pas équivalent à la moitié d'un handicap de deux pierres (qui, compte tenu de ce que Blanc a l'initiative, devrait valoir environ trois fois le komi). Pour éviter cette irrégularité dans les handicaps, on utilise parfois un komi inversé, donnant à Noir le trait et des points supplémentaires (en théorie, une compensation de trois ou quatre points, c'est-à-dire un demi-komi, mais ce calcul semble n'être fait par aucune règle officielle).  
Plus généralement, on utilise parfois des points de compensation au lieu de handicaps plus importants (compensation estimée à environ dix points par niveau), certains joueurs préférant avoir ainsi les mêmes sensations que pour une partie à égalité (même si la nécessité de remonter une compensation importante oblige Blanc à adopter un style de jeu non orthodoxe).

## Époque d'Edo
À l'époque d'Edo, le classement en dan des joueurs professionnels servait à déterminer le handicap lors de leurs parties (de nos jours, cela a disparu).
Puisqu'il n'y avait pas de komi, le joueur noir avait l'avantage de jouer en premier. Les joueurs de même niveau inversaient donc les couleurs à chaque partie, afin d'équilibrer les rencontres. Dans les autres cas, le tableau ci-dessous permettait de déterminer le bon handicap,. Ce handicap pouvait ensuite varier au cours d'une série, en fonction du résultat des parties.
| Différence de rang | Nom        | Handicap pour le joueur le plus faible                               |
| ------------------ | ---------- | -------------------------------------------------------------------- |
| 0                  | taiga-sen  | Alternance des couleurs à chaque partie                              |
| 1                  | sen-ai-sen | Noir deux parties sur trois, blanc pour la troisième                 |
| 2                  | josen      | Noir à chaque partie                                                 |
| 3                  | sen-ni-sen | Noir deux parties sur trois, deux pierres pour la troisième          |
| 4                  | ni-sen-ni  | Deux pierres deux parties sur trois, Noir pour la troisième          |
| 5                  | jo-ni      | Deux pierres à chaque partie                                         |
| 6                  | ni-san-ni  | Deux pierres deux parties sur trois, trois pierres dans la troisième |
| 7                  | san-ni-san | Trois pierres deux parties sur trois, deux pierres dans la troisième |
| 8                  | jo-san     | Trois pierres à chaque partie                                        |

## Stratégie à handicap
Le jeu à handicap est principalement utilisé comme outil pédagogique, permettant au novice de se familiariser progressivement avec les aspects stratégiques du jeu, en développant des techniques d'attaque (simples à handicap élevé, et se raffinant lorsque le handicap décroit), et en se familiarisant avec les techniques de défense par l'observation des contre-mesures du Blanc. Pour cet objectif, le placement imposé facilite l'apprentissage, ainsi que le développement d'une pédagogie uniforme par les joueurs Blancs ; cependant, en Occident et en Chine, la valeur de ce système est souvent contestée, en particulier parce que, peut-être sous l'influence des échecs en Occident, et d'une tradition égalitaire, les joueurs même très faibles veulent pouvoir affronter des joueurs expérimentés « à armes égales ».
D'un point de vue stratégique, bien que les joueurs novices pensent souvent qu'ils n'ont qu'à défendre solidement pour gagner, surtout à handicap élevé, l'expérience montre qu'avec le placement imposé sur les hoshis de quatrième ligne, cette approche est inefficace, comme Kageyama Toshiro le démontre dans Lessons in the Fundamentals of Go (en) et dans Kage's Secret Chronicles of Handicap Go (en) ; ces pierres doivent en fait être utilisées pour attaquer, non dans l'espoir de tuer un groupe adverse, mais, en maintenant une pression permanente, pour empêcher Blanc de construire ou de contre-attaquer. L'acquisition de techniques d'attaque est de toute façon nécessaire pour la progression du joueur au-delà des niveaux amateurs faibles.
On trouve dans la littérature des exemples de stratégies non abusives envisageables par Blanc à faible handicap, proposés par des professionnels de haut niveau tels que Kobayashi Koichi, et des exemples de parties ainsi jouées par des professionnels entre eux; pour de forts joueurs Blancs, l'expérience qu'ils peuvent acquérir ainsi est la maîtrise des techniques de défense, comme les notions de sabaki (formes flexibles et résilientes), de furikawari (techniques d'échange), de yosumiru (sondage de réaction), etc.